# Campionato europeo maschile di pallacanestro Under-16 1971
Il 1º Campionato Europeo maschile Under-16 di Pallacanestro FIBA (noto anche come FIBA EuroBasket Under-16 1971) si è svolto in Italia, a Gorizia.

## Risultati

### Prima fase a gruppi
|  | Ammesse alle semifinali                  |
|  | Ammesse ai confronti per il 5º-8º posto  |
|  | Ammesse ai confronti per il 9º-12º posto |

#### Gruppo A
| Squadra          | V - P | Pf - Ps   | Pts |
| ---------------- | ----- | --------- | --- |
| Unione Sovietica | 5 - 0 | 371 - 199 | 10  |
| Spagna           | 4 - 1 | 295 - 200 | 9   |
| Grecia           | 3 - 2 | 265 - 242 | 8   |
| Turchia          | 2 - 3 | 244 - 264 | 7   |
| Svezia           | 1 - 4 | 229 - 389 | 6   |
| Austria          | 0 - 5 | 204 - 314 | 5   |

#### Gruppo B
| Squadra        | V - P | Pf - Ps   | Pts |
| -------------- | ----- | --------- | --- |
| Italia         | 5 - 0 | 363 - 235 | 10  |
| Jugoslavia     | 4 - 1 | 361 - 257 | 9   |
| Israele        | 3 - 2 | 369 - 312 | 8   |
| Francia        | 2 - 3 | 328 - 318 | 7   |
| Germania Ovest | 1 - 4 | 294 - 351 | 6   |
| Svizzera       | 0 - 5 | 210 - 452 | 5   |

### Fase ad eliminazione diretta

#### Tabellone gare 9º - 12º posto
|  | Playoffs       | Playoffs       | Playoffs |        |                | Nono posto       | Nono posto       | Nono posto       |  |
|  |                |                |          |        |                |                  |                  |                  |  |
|  | Germania Ovest | Germania Ovest | 80       |        |                |                  |                  |                  |  |
|  | Germania Ovest | Germania Ovest | 80       |        |                |                  |                  |                  |  |
|  | Austria        | Austria        | 58       |        |                |                  |                  |                  |  |
|  | Austria        | Austria        | 58       |        | Germania Ovest | Germania Ovest   | 77               |                  |  |
|  |                |                |          |        | Germania Ovest | Germania Ovest   | 77               |                  |  |
|  |                |                | Svezia   | Svezia | 63             |                  |                  |                  |  |
|  | Svezia         | Svezia         | Svezia   | Svezia | 63             | 76               |                  |                  |  |
|  | Svezia         | Svezia         |          |        |                | 76               |                  |                  |  |
|  | Svizzera       | Svizzera       | 31       |        |                | Undicesimo posto | Undicesimo posto | Undicesimo posto |  |
|  | Svizzera       | Svizzera       | 31       |        |                |                  |                  |                  |  |
|  |                |                |          |        |                |                  |                  |                  |  |
|  |                |                |          |        |                | Austria          | Austria          | 90               |  |
|  |                |                |          |        |                | Austria          | Austria          | 90               |  |
|  |                |                |          |        |                | Svizzera         | Svizzera         | 54               |  |

#### Tabellone gare 5º - 8º posto
|  | Playoffs | Playoffs | Playoffs |        |         | Quinto posto  | Quinto posto  | Quinto posto  |  |
|  |          |          |          |        |         |               |               |               |  |
|  | Israele  | Israele  | 91       |        |         |               |               |               |  |
|  | Israele  | Israele  | 91       |        |         |               |               |               |  |
|  | Turchia  | Turchia  | 50       |        |         |               |               |               |  |
|  | Turchia  | Turchia  | 50       |        | Israele | Israele       | 65            |               |  |
|  |          |          |          |        | Israele | Israele       | 65            |               |  |
|  |          |          | Grecia   | Grecia | 74      |               |               |               |  |
|  | Grecia   | Grecia   | Grecia   | Grecia | 74      | 65            |               |               |  |
|  | Grecia   | Grecia   |          |        |         | 65            |               |               |  |
|  | Francia  | Francia  | 64       |        |         | Settimo posto | Settimo posto | Settimo posto |  |
|  | Francia  | Francia  | 64       |        |         |               |               |               |  |
|  |          |          |          |        |         |               |               |               |  |
|  |          |          |          |        |         | Turchia       | Turchia       | 59            |  |
|  |          |          |          |        |         | Turchia       | Turchia       | 59            |  |
|  |          |          |          |        |         | Francia       | Francia       | 66            |  |

#### Tabellone finale
|  | Semifinali       | Semifinali       | Semifinali |            |        | Finale           | Finale           | Finale      |  |
|  |                  |                  |            |            |        |                  |                  |             |  |
|  | Italia           | Italia           | 66         |            |        |                  |                  |             |  |
|  | Italia           | Italia           | 66         |            |        |                  |                  |             |  |
|  | Spagna           | Spagna           | 58         |            |        |                  |                  |             |  |
|  | Spagna           | Spagna           | 58         |            | Italia | Italia           | 60               |             |  |
|  |                  |                  |            |            | Italia | Italia           | 60               |             |  |
|  |                  |                  | Jugoslavia | Jugoslavia | 74     |                  |                  |             |  |
|  | Unione Sovietica | Unione Sovietica | Jugoslavia | Jugoslavia | 74     | 65               |                  |             |  |
|  | Unione Sovietica | Unione Sovietica |            |            |        | 65               |                  |             |  |
|  | Jugoslavia       | Jugoslavia       | 67         |            |        | Terzo posto      | Terzo posto      | Terzo posto |  |
|  | Jugoslavia       | Jugoslavia       | 67         |            |        |                  |                  |             |  |
|  |                  |                  |            |            |        |                  |                  |             |  |
|  |                  |                  |            |            |        | Spagna           | Spagna           | 55          |  |
|  |                  |                  |            |            |        | Spagna           | Spagna           | 55          |  |
|  |                  |                  |            |            |        | Unione Sovietica | Unione Sovietica | 56          |  |

## Classifica finale
| Campione d'Europa                                                          | Campione d'Europa | Campione d'Europa                                                     | Campione d'Europa |
| -------------------------------------------------------------------------- | ----------------- | --------------------------------------------------------------------- | ----------------- |
| Jugoslavia Template:Jugoslavia di pallacanestro Under-16 agli europei 1992 |                   |                                                                       |                   |
| Argento                                                                    | Italia            | Template:Italia di pallacanestro Under-16 agli europei 1992           |                   |
| Bronzo                                                                     | Unione Sovietica  | Template:Unione Sovietica di pallacanestro Under-16 agli europei 1992 |                   |
| 4.                                                                         | Spagna            | Template:Spagna di pallacanestro Under-16 agli europei 1992           |                   |
| 5.                                                                         | Grecia            | Template:Grecia di pallacanestro Under-16 agli europei 1992           |                   |
| 6.                                                                         | Israele           | Template:Israele di pallacanestro Under-16 agli europei 1992          |                   |
| 7.                                                                         | Francia           | Template:Francia di pallacanestro Under-16 agli europei 1992          |                   |
| 8.                                                                         | Turchia           | Template:Turchia di pallacanestro Under-16 agli europei 1992          |                   |
| 9.                                                                         | Germania Ovest    | Template:Germania Ovest di pallacanestro Under-16 agli europei 1992   |                   |
| 10.                                                                        | Svezia            | Template:Svezia di pallacanestro Under-16 agli europei 1992           |                   |
| 11.                                                                        | Austria           | Template:Austria di pallacanestro Under-16 agli europei 1992          |                   |
| 12.                                                                        | Svizzera          | Template:Svizzera di pallacanestro Under-16 agli europei 1992         |                   |